# احکام

## تعریف
- در دادگستری آراء صادره ازسوی دادگاه‌ها است که به دو بخش مدنی وکیفری تقسیم می‌شود
- در حکومت‌ها فرمان هاودستورهائی است که مراجع بالاتر برای زیر مجموعه خود صادر می‌کنند
- درادیان مقرراتی است که ازسوی شارع دین برای پیروان خودوضع نموده‌است به این مقررات فروع دین می‌گویند[۱] و[۲] و[۳]

## اقسام احکام دینی
احکام در یک دسته بندی کلی به دو بخش تقسیم می شوند:۱.تکلیفی ۲.وضعی
تکلیفی یعنی احکامی که تکلیف و وظیفه انسان را در خصوص کار ها مشخص می کند مانند واجب بودن نماز ، حرام بودن دزدی یا به عبارتی دیگر همان احکام پنج گانه : موجب ، مستحب ، حرام ، مکروه و مباح .
وضعی یعنی احکامی که وضعیت و کیفیت اشیاء را در اعمال انسان مشخص می کند مانند صحیح یا باطل بودن برخی  .

### شرایط فرد مکلف
فردی مکلف به انجام احکام است که بالغ ، دارای عقل و قدرت باشد

### ازجهت نوع تکلیف
احکام تکلیفی:۱ -واجب۲ -حرام۳- مستحب۴- مکروه۵- مباح

### ازجهت قصد
احکام عبادی (عبادات) معاملات (عقودوایقاعات)وسیاسات و
عبادات:۱-نماز (صلوه)۲-روزه (صوم)۳-خمس۴-زکات۵-حج۶-جهاد۷-امر به معروف۸-نهی از منکر۹-تولی۱۰-تبری
عقود:بیع- اجاره-رهن-امانت- نکاح-قرض-وصیت- عاریه-شرکت-وقف-وکالت-جعاله-مزارعه مساقات-سلف-سلم-مضاربه و
ایقاعات:طلاق سوگند ایلاء
سیاسات :قصاص-حدود-تعزیرات-دیات

### ازجهت لزوم وضرورت
احکام اولیه
اگر حکمی برای نفس موضوعی بدون در نظر گرفتن برخی از عوارض و عناوین ثانوی مانند اضطرار و همچنین بدون در نظر گرفتن حالت شک و جهلِ مکلف، نسبت به حکم واقعی جعل گردد، حکم اوّلی گفته می‌شود. مانند؛ وجوب وضو برای نماز.

## احکام ثانویه
منظور از حکم ثانوی، احکامی است که به لحاظ اضطرار و دیگر عناوین ثانویه بر موضوع مترتب می‌شود، به عبارت دیگر، به احکامی ثانوی می‌گویند که به خاطر عارض شدن حالتی؛ نظیر اکراه، اضطرار، عسر و حرج یا عناوینی؛ مثل نذر، عهد، یمین، و تقیّه (عناوین ثانوی) برای مکلف، جعل می‌گردد؛ برای مثال، با این‌که حکم روزه ماه رمضان وجوب است، ولی همین حکم نسبت به مضطر، مریض، زنان در بعضی از حالات و پیران تغییر می‌کند؛ پس حکم در این حالات را؛ حکم ثانوی می‌گویند و چون بیشترین کاربرد آن از عناوین ثانوی، حالت اضطراراست، به آن حکم اضطراری نیز گفته شده‌است و و و در قانون اساسی در مسایل جامعه همین امر پیش‌بینی شده‌است بدین صورت چنانچه مجلس شورای اسلامی ضرورت یا مصلحت تصویب قانونی خلاف احکام اولیه یا قانون اساسی را بدهد و شورای نگهبان با ان مخالفت کند مورد به مجمع تشخیص مصلحت نظام ارائه می‌شود تا مجمع تصمیم بگیرد (حکم ثانوی) البته در موردی نیز رهبری دارای چنین اختیاری است. پیامبر فرمودند بعد از خود دو چیز را بیادگار می‌گذارم یکی کتاب خدا و دیگری عترتم که مراد از اولی احکام اولیه و دومی احکام ثانوی است که توسط امامان در هر زمان جاری می‌شود. و

### از جهت ضمانت در اجرا و عدم آن
حکم ارشادی و حکم مولوی یا حکم حکومتی و

### از جهت سابقه وجودی
حکم تأسیسی و حکم امضایی